# Uno Lindström

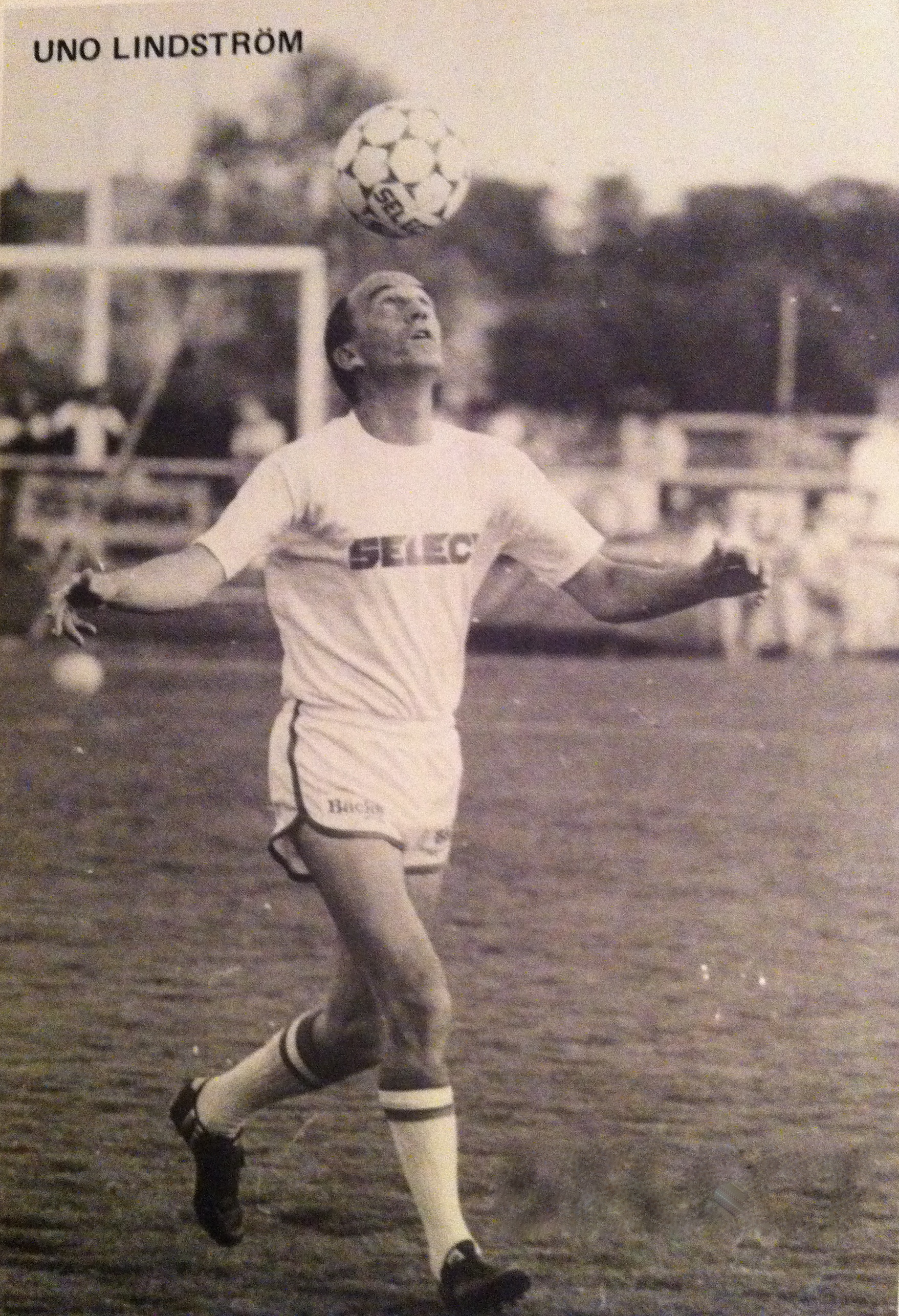
Uno Lindström.

Uno Lindström, född 17 oktober 1937 i Sörbyn (Boden), är noterad i Guinness rekordbok som den person i världen som längst lyckats hålla en boll i rörelse i luften genom tillslag med fötter, knän och huvud.
Rekordet är 107 500 tillslag på tiden 10 timmar, 59 minuter och 22 sekunder och sattes den 10 oktober 1982.
Den 1 februari 1980 satte han också världsrekord i fotbollsjonglering, med sina 77.777 tillslag på 8 timmar, 47 minuter och 56 sekunder, utan avbrott. Den 30 november samma år satte han nytt världsrekord i fotbollsjonglering med sina 103.000 tillslag på 10 timmar, 6 minuter & 38 sekunder, utan avbrott.
Den 10 augusti 1985 satte han återigen nytt världsrekord i bolljonglering (fotboll) & jogging. Ett halvt marathon (21.097,5 m) på 2 timmar. 55 minuter, utan avbrott.

### Fotnoter
1. ↑   Guinness Rekordbok 1983, sid.275.